# Глибочок (притока Хомори)
Глибочок (рос. Глубочек) — річка в Україні, у Хмельницькому і Звягельському районах Хмельницької та Житомирської областей. Ліва притока Хомори (басейн Прип'яті).

## Опис
Довжина 14 км, похил річкиnbsp;— 2,6 м/км. Найкоротша відстань між витоком і гирлом — 12,6 км, коефіцієнт звивистості річки — 1,12, площа басейну водозбору 40,1 км². Річка формується 2 притоками, багатьма безіменними струмками та загатами. Частково каналізована.

## Розташування
Бере початок на південно-західної околиці села Залісся. Тече на схід і на східній околиці села Глибочок впадає в Хомору, ліву притоку Случі.

## Притоки
- Дідова — ліва притока. Починається на південно-західній околиці села Гриньки в урочищі Ябериха. Тече переважно на південний схід і впадає у Глибочок між селами Залісся та Липівкою[2][3][1][4].
- Піщана права притока.